# 中国电子科技集团

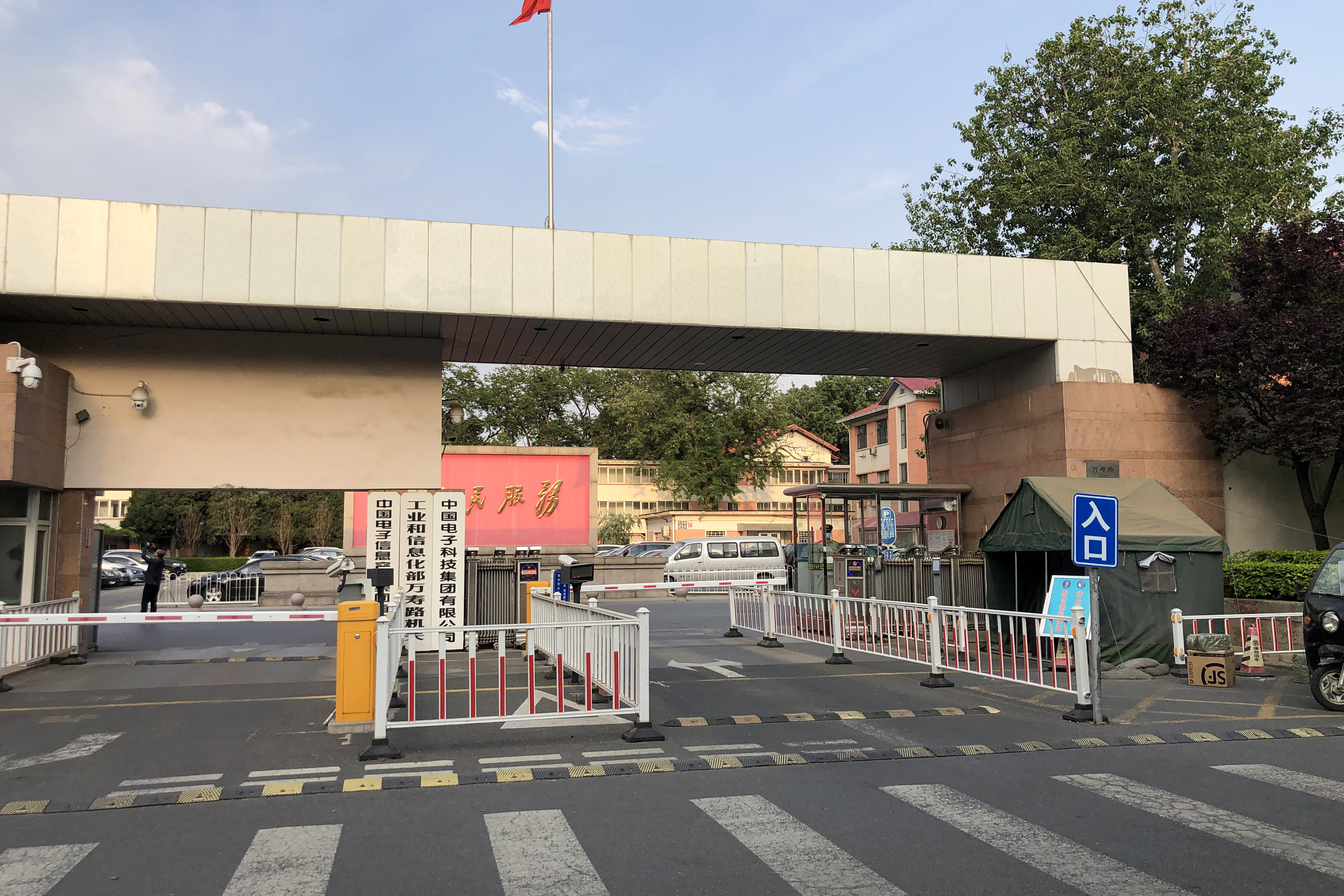
工信部万寿路机关（原电子工业部）挂有中国电子科技集团的牌匾

中国电子科技集团有限公司（英語：China Electronics Technology Group Corporation Limited，缩写：CETC），简称中国电科、中电科，是中华人民共和国一家主要从事通信设备和计算机及计算机软件设计、制造、开发、应用的特大型中央企业， 是中国军工电子主力军、网信事业国家队、国家战略科技力量。
中国电科集团成立于2002年2月25日，以中华人民共和国信息产业部直属研究院所和企业为基础组建而成，是中华人民共和国国务院授权国务院国有资产监督管理委员会管理的中央企业，主要业务包括通信设备、计算机、电子设备制造、软件开发及应用、电子技术研究及服务、投资与资产管理等。中国电子科技集团公司是经国家批准组建的国有企业集团，是国家批准授权的20家投资机构之一。

## 历史与发展

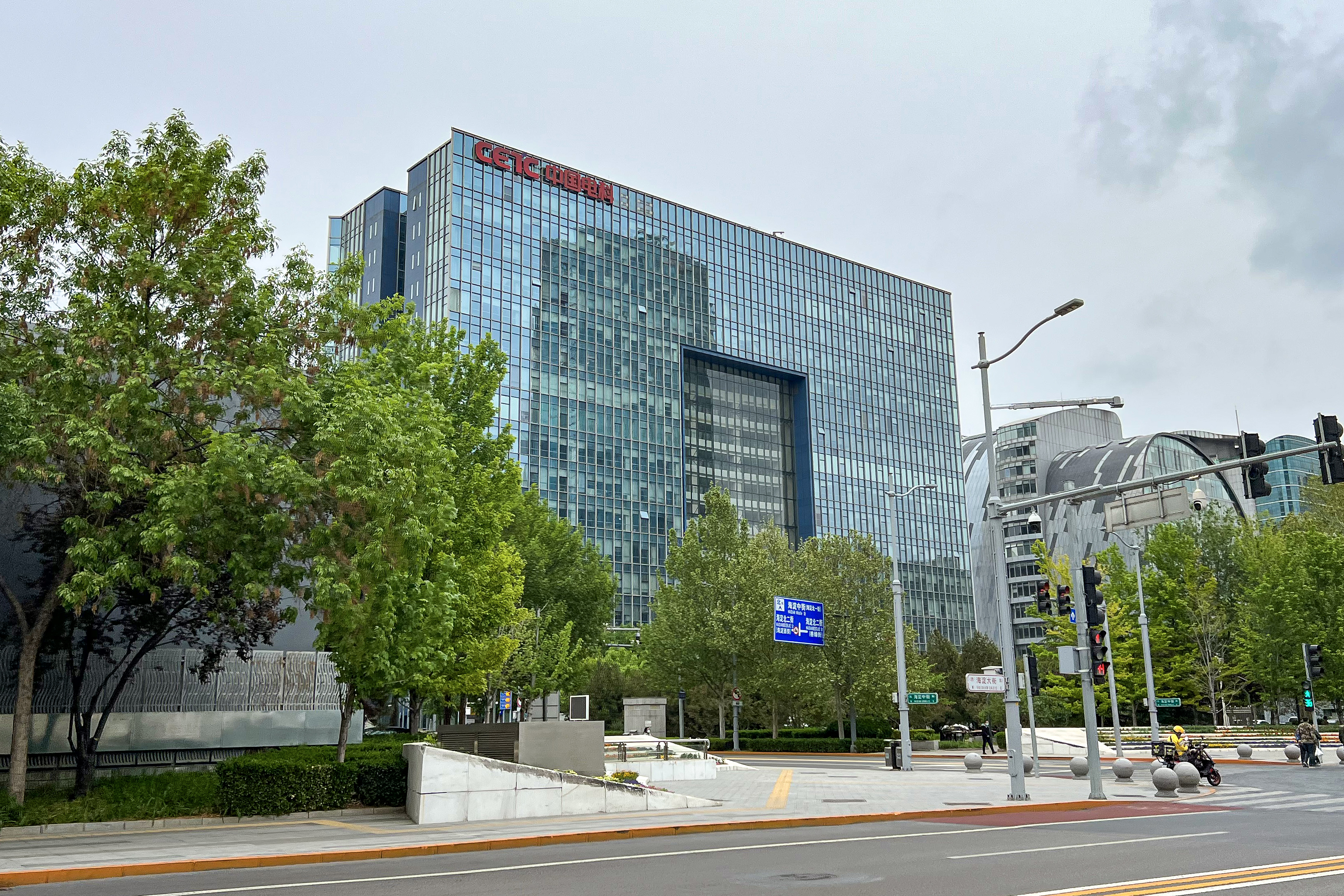
中国电科大厦

中国电子科技集团公司是在信息产业部直属的46家电子科研院所及26家全资或控股高科技企业基础上组建而成的。集团公司所属单位分布在北京、上海、天津、广东、四川、陕西等18个省市区。集团公司注册资本63.5亿元，总资产158亿元，2001年实现总收入97亿元，出口额5563万美元。现有职工14万人，其中专业技术人员3.3万人，中国工程院院士10人，国家级有突出贡献的中青年技术、管理专家63人，享受政府津贴的专家1357人，高级专业技术人员6326人。
中国电子科技集团公司研究领域覆盖了电子信息技术的各专业门类，具备从电子元器件、整机到系统工程的综合技术创新开发、系统集成实力，现拥有14个国家级重点实验室、12个国家级与9个部级质量检测机构，拥有一批中试线、生产线、装配线和机加工中心，形成了研究、设计、试制、生产及试验能力体系，在集成电路技术、软件技术、新型电子元器件与电子信息材料技术、光电技术、计算机信息处理技术、通信与网络技术、音视频与多媒体技术、电子产品制造技术、信息安全技术和互联网应用技术等专业领域具有一定优势。“九五”期间，集团公司所属研究院所曾获得国家级科技进步奖54项、部级科技成果奖493项。
中国电子科技集团公司所属单位长期服务于国防、通信、航天、金融、能源、交通等国民经济各行业，开发成功航天测控系统、航天指挥中心安全系统、联合信息发布系统、导航系统、空中交通管制系统、铁路车站信息综合处理系统、金融网络系统、社会劳动保障系统、城市照明自动监控管理系统、公共安全报警联联网综合系统、智能建筑管理系统、政务信息系统，智能交通系统、汽车电子系统、能源电子控制系统等，并面向市场提供各类雷达、计算机、通信网络产品、集成电路、数字视频产品、新型元器件（PDP、液晶显示等）、专用设备仪器、基础材料等。集团公司拥有一批在国内较有影响的全资或控股公司，如上市的华东电脑和华通公司、太极公司、华普信息公司、浙江海康公司、广东杰赛公司等。
2021年6月23日，國務院國有資產監督管理委員會發布，經報中華人民共和國國務院批准中国普天信息产业集团有限公司整體並入中國電子科技集團，成為其全資子企業。中國普天信息產業集團有限公司不再作為國資委直接監管企業。

## 组织架构

### 二级单位
- 中国华录集团有限公司
- 中国普天信息产业集团有限公司
- 中电网络通信有限公司
- 中电科技集团重庆声光电有限公司
- 中电科电子装备集团有限公司
- 中电海康集团有限公司
- 中国电子科技网络信息安全有限公司
- 中电科仪器仪表有限公司
- 中国电子科技集团公司电子科学研究院
- 中国电子科技集团公司信息科学研究院
- 中国电子科技集团公司第三研究所
- 中国电子科技集团公司第七研究所
- 中国电子科技集团公司第八研究所
- 中国电子科技集团公司第九研究所
- 中国电子科技集团公司第十研究所
- 中国电子科技集团公司第十一研究所
- 中国电子科技集团公司第十二研究所
- 中国电子科技集团公司第十三研究所
- 中国电子科技集团公司第十四研究所
- 中国电子科技集团公司第十五研究所
- 中国电子科技集团公司第十六研究所
- 中国电子科技集团公司第十八研究所
- 中国电子科技集团公司第二十研究所
- 中国电子科技集团公司第二十一研究所
- 中国电子科技集团公司第二十二研究所
- 中国电子科技集团公司第二十三研究所
- 中国电子科技集团公司第二十七研究所
- 中国电子科技集团公司第二十八研究所
- 中国电子科技集团公司第二十九研究所
- 中国电子科技集团公司第三十六研究所
- 中国电子科技集团公司第三十八研究所
- 中国电子科技集团公司第三十九研究所
- 中国电子科技集团公司第四十三研究所
- 中国电子科技集团公司第四十六研究所
- 中国电子科技集团公司第四十七研究所
- 中国电子科技集团公司第四十九研究所
- 中国电子科技集团公司第五十一研究所
- 中国电子科技集团公司第五十三研究所
- 中国电子科技集团公司第五十四研究所
- 中国电子科技集团公司第五十五研究所
- 中电科技国际贸易有限公司
- 中国电子科技财务有限公司
- 中电科投资控股有限公司
- 中国远东国际贸易总公司
- 中电科数字科技（集团）有限公司
- 中电科航空电子有限公司
- 中電科蕪湖鑽石飛機製造有限公司
- 中电科海洋信息技术研究院有限公司
- 中科芯集成电路股份有限公司
- 中电科资产经营有限公司

### 上市公司
- 国睿科技股份有限公司
- 广州杰赛科技股份有限公司
- 杭州海康威视数字技术股份有限公司
- 太极计算机股份有限公司
- 上海华东电脑股份有限公司
- 安徽四创电子股份有限公司
- 卫士通信息产业股份有限公司
- 凤凰光学股份有限公司

## 事件
2023年4月4日晚间，据网传的微信群組“CETC-軟件開發部”聊天记录显示，中国电子科技集团成都分区软件开发事业部的一名员工陈志龙，因不滿清明节被領導要求强制加班，他稱自己全部門同事整月從早上8點上班到晚上11點下班，嚴重違反勞動法，而公司領導卻在家悠閑躺平；同部门的同事表示贊同，紛紛集体辞职。最終導致軟件開發部門23人請求辭職，硬件和其他部門的員工也有數10人請辭。而当事人陈志龙目前已离职。若上述情況屬實，那麼該公司涉嫌違反《中華人民共和國勞動法》（每天8小時工作，加班不超過3小時），將對其依法處罰。
隔天5日，中国电子科技集团回复《人民网》表示，网传微信群聊天记录所涉单位和人员非集团公司所属成员单位和员工。
同月7日，德陽市公安局经济技术开发区分局發布警情通報稱，此事件是捏造的，已行政拘留涉事26歲的陳志龍。经初查，陈志龙目前居住在德阳市经开区，他从未有中国电科下属单位及关联企业从业经历。因此前向中国电科求职未被录用而不满，利用图像处理软件虚设“CETC-軟件開發部”、“CETC成都事业部”2个微信群，虚拟CETC员工姓名、头像，捏造制作多张聊天记录截图，并发布在网路社交平台。此前，有網路文章分析稱此事涉嫌造假，理據包括微信格式不正確、頭像來自網路，對話內容與國企員工身份不相符等。